# Immeuble Aux Planteurs
L'immeuble Aux Planteurs  est un immeuble classé de style néo-classique situé à Liège en Belgique.

## Situation
Cet immeuble se trouve dans le centre de Liège au coin de la rue Léopold (no 40) et de la rue de Gueldre (no 1).

## Histoire et description
L'immeuble a été réalisé en 1877 dans un style éclectique à dominante néo-classique comme de nombreux autres immeubles de la rue Léopold.
Cet immeuble compte une travée donnant sur la rue Léopold, une travée d'angle (avec porte d'entrée du commerce) et trois travées (avec porte d'entrée pour accès aux étages) sur la rue de Gueldre. Il s'élève sur cinq niveaux (quatre étages).

## Statues des planteurs de tabac
L'immeuble Aux Planteurs doit son nom à la présence sur le balcon du deuxième étage de deux originales statues grandeur nature en terre cuite polychrome sur socle représentant des hommes noirs, jambes et torses nus, tenant chacun dans une main, des plants de tabac. Elles sont l'œuvre de Michel Decoux. Le rez-de-chaussée est aujourd'hui occupé par une pharmacie. Autrefois, il abritait un commerce de tabac, justifiant ainsi la présence des statues des planteurs de tabac du deuxième étage.

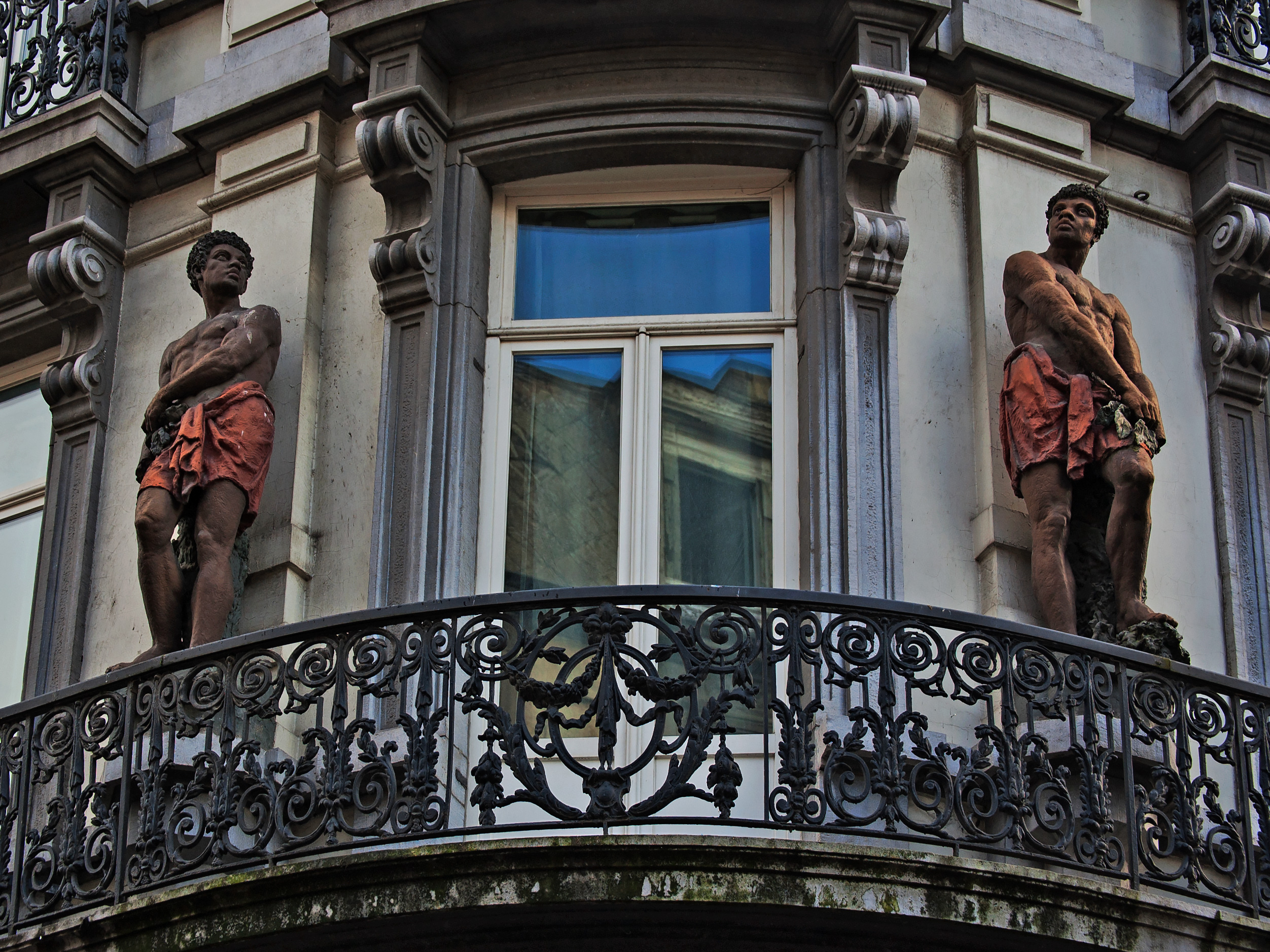
Statues Aux Planteurs

## Classement
L'immeuble est repris sur la liste du patrimoine immobilier classé de Liège depuis le 29 août 1994. Il s'agit du seul immeuble classé de la rue Léopold.